# Pau dos Ferros (gemeente)
Pau dos Ferros is een gemeente in de Braziliaanse deelstaat Rio Grande do Norte. De gemeente telt 27.809 inwoners (schatting 2009).
De gemeente grenst aan São Francisco do Oeste, Francisco Dantas, Rafael Fernandes, Marcelino Vieira, Serrinha dos Pintos, Antônio Martins, Francisco Dantas, Encanto en Ererê (Ceará).